# Oxalis laciniata
Oxalis laciniata là một loài thực vật có hoa trong họ Chua me đất. Loài này được Cav. mô tả khoa học đầu tiên năm 1799.